# Base Aérea de Rivolto
A Base Aérea de Rivolto é a casa da esquadrilha de exibição aérea Frecce Tricolori , localizada em Codroipo, província de Udine (Itália). É um aeroporto militar e uma importante estação do Serviço Meteorológico da Força Aérea italiana. 

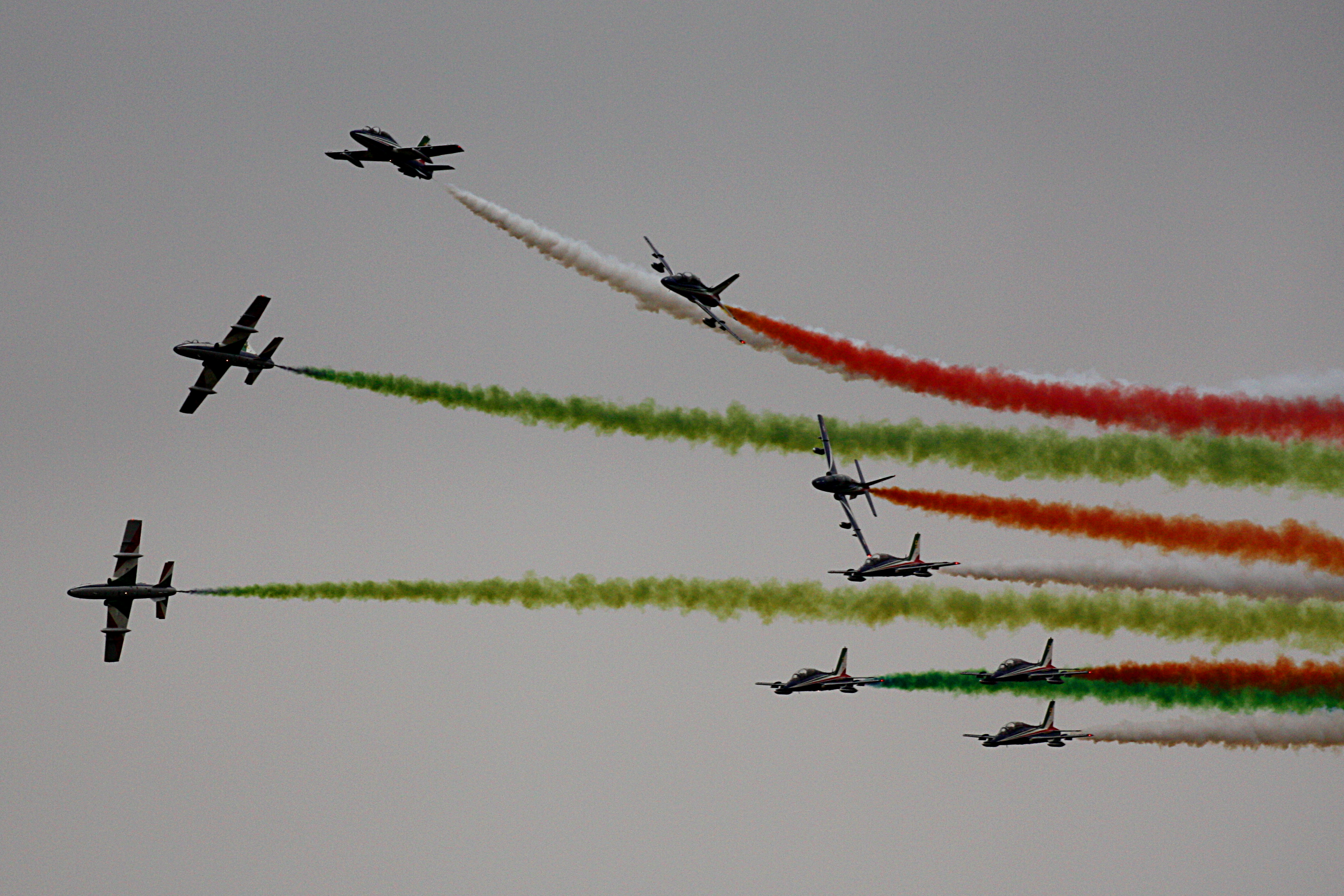
Apresentação da Frecce Tricolori em 2016

A Base Aérea de Rivolto foi fundada após o Real Decreto Italiano N. 2.207 de 1923, que autorizou o estabelecimento de novos aeroportos e desapropriação de terrenos para sua construção. 